# اباستومانی ۱۳۹۰
سیارک ۱۳۹۰ (به انگلیسی: 1390 Abastumani، نامگذاری:1935TA) هزار و سیصد و نودمین سیارک کشف شده‌است که در ۳ اکتبر ۱۹۳۵ و در رصدخانه سایمیز کشف شد.
قدر مطلق سیارک برابر ۹٫۴۰ است.